# Eilema torstenii
Eilema torstenii är en fjärilsart som beskrevs av Mentzer 1980. Eilema torstenii ingår i släktet Eilema och familjen björnspinnare. Inga underarter finns listade i Catalogue of Life.